# Lek (Ailinglaplap)
Lek ist eine Insel des Ailinglaplap-Atolls in der Ralik-Kette im ozeanischen Staat der Marshallinseln (RMI).

## Geographie
Das Motu liegt im Südwestsaum des Riffs im direkten Anschluss an Ennak im Westen und mit einigen unbenannten Motu nordwestlich von Enewe. Das Motu ist mittlerweile durch einen schmalen Landstreifen mit Ennak verbunden.

## Klima
Das Klima ist tropisch heiß, wird jedoch von ständig wehenden Winden gemäßigt. Ebenso wie die anderen Orte der Ailinglaplap-Gruppe wird Lek gelegentlich von Zyklonen heimgesucht.